# Spirinia similis
Spirinia similis is een rondwormensoort uit de familie van de Desmodoridae. De wetenschappelijke naam van de soort is voor het eerst geldig gepubliceerd in 1898 door Cobb.